# Якобс, Корнелия

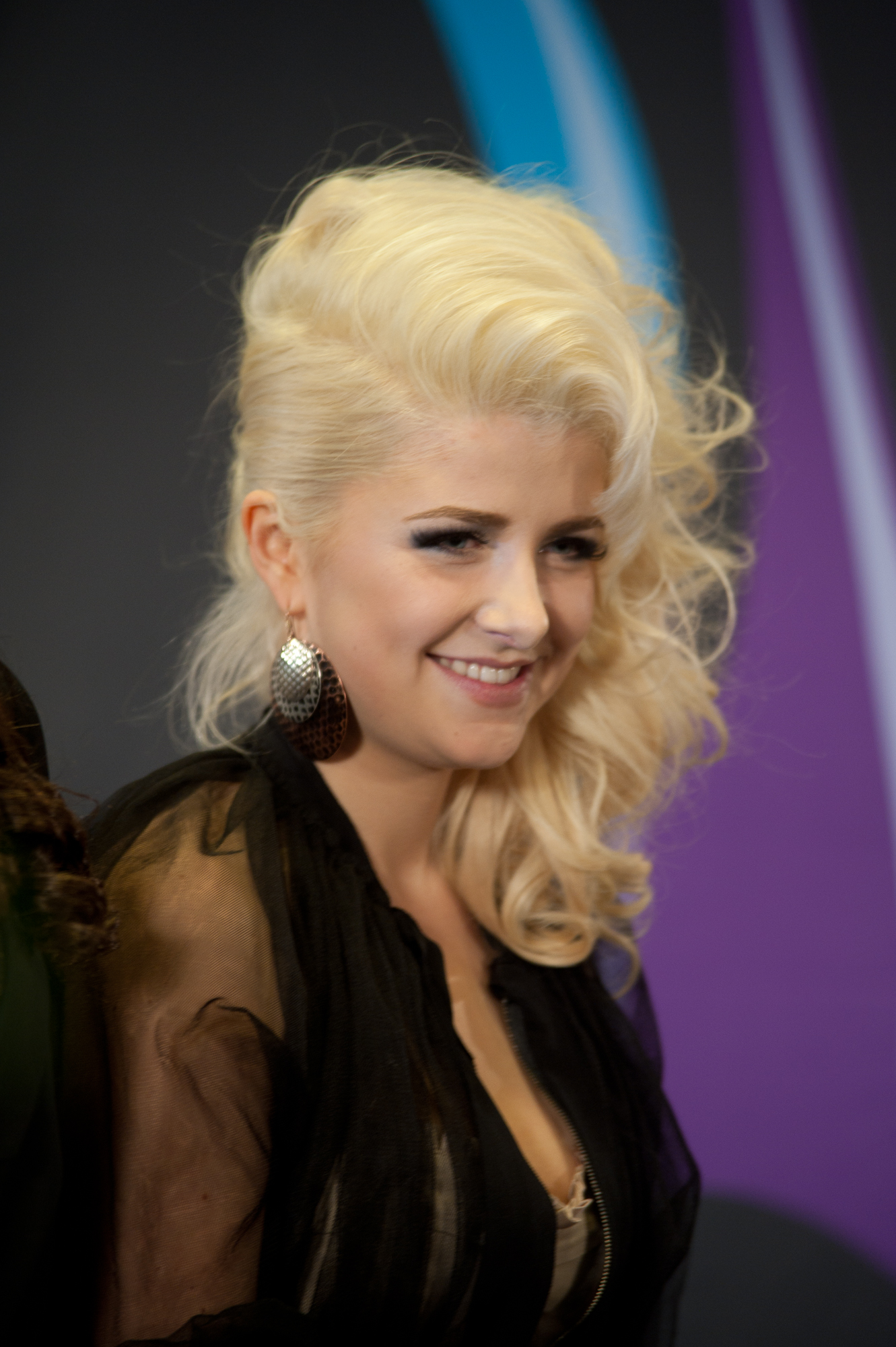
Корнелия в 2010 году

Анна Корнелия Якобсдоттер Самуэльссон (швед. Anna Cornelia Jakobsdotter Samuelsson; род. 9 марта 1992 года), более известная как Корнелия Джейкобс — шведская певица и автор песен. Дочь участника группы The Poodles певца Якоба Самуэля. Представительница Швеции на конкурсе песни "Евровидение-2022". Начала свою карьеру в составе женской группы «Love Generation», которая участвовала в шведском отборе на Евровидение Мелодифестивалене 2011 и 2012 годов.
В 2022 году Джейкобс выиграла Мелодифестивален 2022 сольно с песней «Hold Me Closer», набрав 146 баллов и представила Швецию на Евровидении 2022 в Турине.

## Дискография

### Синглы
| Название              | Год  | Высшая позиция в чарте | Альбом            |
| Название              | Год  | SWE                    | Альбом            |
| --------------------- | ---- | ---------------------- | ----------------- |
| «Late Night Stories»  | 2018 | —                      | Non-album singles |
| «All the Gold»        | 2018 | —                      | Non-album singles |
| «You Love Me»         | 2018 | —                      | Non-album singles |
| «Animal Island»       | 2018 | —                      | Non-album singles |
| «Shy Love»            | 2018 | —                      | Non-album singles |
| «Locked Into You»     | 2018 | —                      | Non-album singles |
| «Hanging On»          | 2019 | —                      | Non-album singles |
| «Dream Away»          | 2020 | —                      | Non-album singles |
| «Weight of the World» | 2020 | —                      | Non-album singles |
| «Hold Me Closer»      | 2022 | 5                      | Non-album singles |

## Дополнительные ссылки
- На Викискладе есть медиафайлы по теме Якобс, Корнелия